# 馬斯菲爾德
马斯菲尔德（Marsfield）是澳大利亚新南威尔士悉尼北郊的一个郊区。绿色住宅郊区指出这个区具有领先的科技和高等教育机构。本区位于悉尼CBD西北16公里的莱德（Ryde）市区. 由于它靠近麦格理公园商业园，麦考瑞大学医院，新的麦考瑞大学火车站，麦考瑞大学，这是一个越来越重要的郊区。本区离两个华人聚居区伊士活（Eastwood）和艾坪（Epping）也很近。

## 历史
马斯菲尔德早期位于 Field of Mars Common, Field of Mars Common是澳大利亚英国殖民地早期这一地区的原始名称。

## 土著人文化
帕拉玛塔和伦巷湾河之间的整个区域，最初它的原住民名字叫Wallumatta。现在这个原住民名字用来命名给一个本地公园，即Wallumatta自然保护区，位于北莱德Twin和Cressy路之间的一角。

## 欧洲殖民时期
1792年总督菲利普开始授予土地给皇家海军陆战队，菲利普的地图称该地区为“战神之地”（Field of Mars），“战神之地”可能是来自罗马战神。也可能因为这块地批给有军事关联的原因。
该地区是后来北莱德郊区的一部分，许多人仍认为马斯菲尔德是较大的北莱德区的一部分。“战神之地”也是1835年教区的名称。
许多马斯菲尔德以及临近郊区麦格理公园的街道都是以著名的历史冲突或战争来命名。街道名称依此命名的例子包括克里米亚（Crimea）、卡洛登（Culloden）、滑铁卢（Waterloo）、鲱鱼（Herring）、塔兰托（Taranto）、托林顿（Torrington）、巴拉克拉瓦（Balaclava）、阿金库尔（Agincourt）、Busaco和喀土穆（Khartoum）。
庄严的历史建筑寇松堂（Curzon Hall）是由哈里·阿什史密斯建于19世纪90年代。这所房子是由圣文森特神父购买，他建立了圣若瑟修道院。Curzon Hall现在作为一个功能中心，常常举办婚礼和其他一些典礼。

## 边界
马斯菲尔德边界是由兰湾、麦考瑞大学运动场、塔拉韦拉路、卡洛登道、滑铁卢道、Vimiera路；北面是卡洛登和马斯菲尔德公园，东面以埃平路、 Shrimptons溪、肯特道、鲁塞街为界，南面以大桥路和Abuklea路为界，西面是特里溪。

## 邮编
马斯菲尔德与邻近的伊士活共享邮政编码2122。

## 地标和机构
在马斯菲尔德地界内：
- 寇松堂 1890年建，大城堡般的庄园现在变成了餐厅和功能中心;
- 马斯菲尔德社区教堂 建于1933年，1940年9月21日启用 ;
- 埃平男子高中;

## 住房
这个绿色郊区有很多大型、现代化、景观优美的高层住宅楼，联排别墅/公寓楼与南Turramurra和埃平郊区的部分接壤。大量的居民是麦考瑞大学的学生。

## 图片

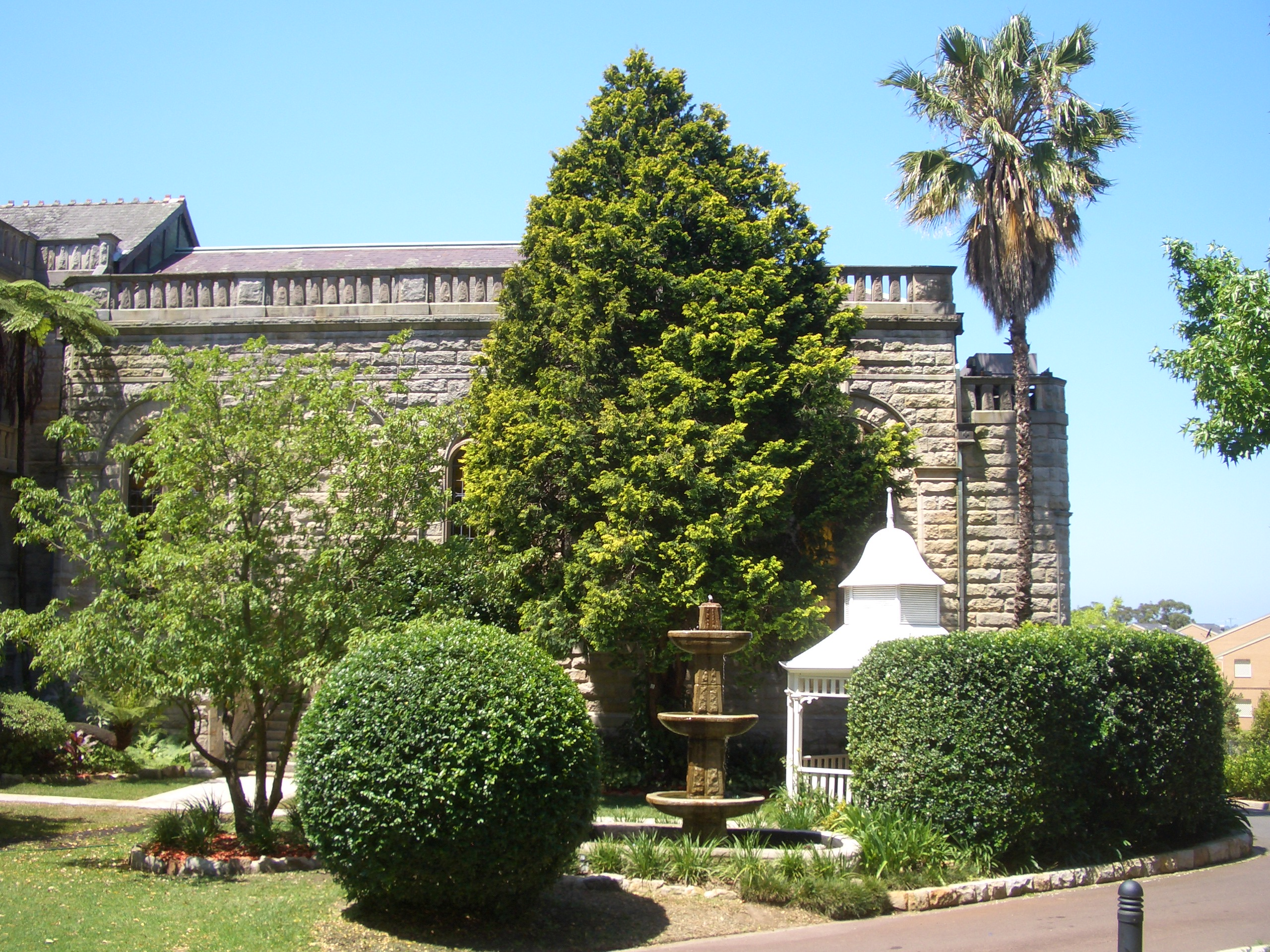
寇松堂
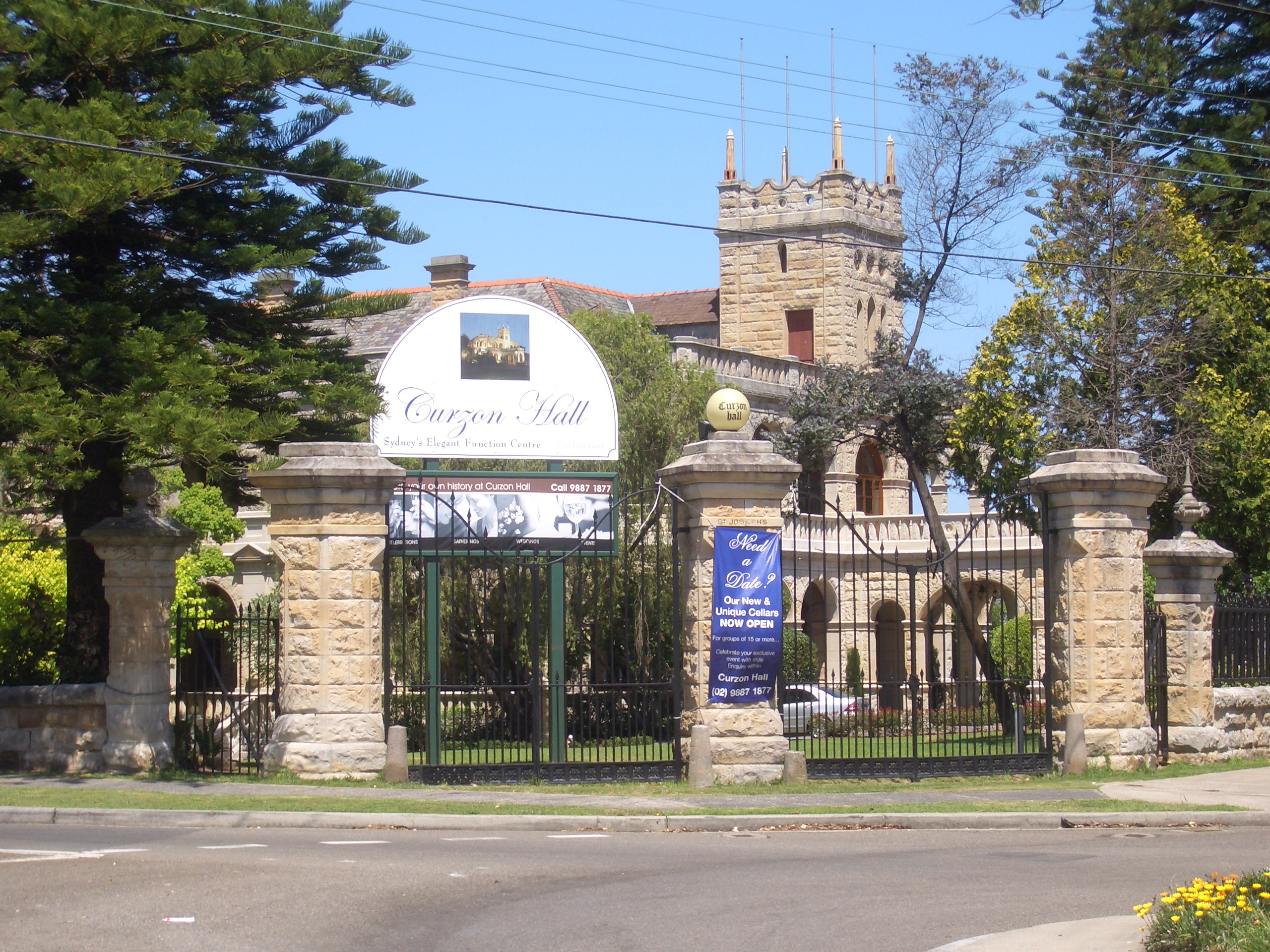
寇松堂大门
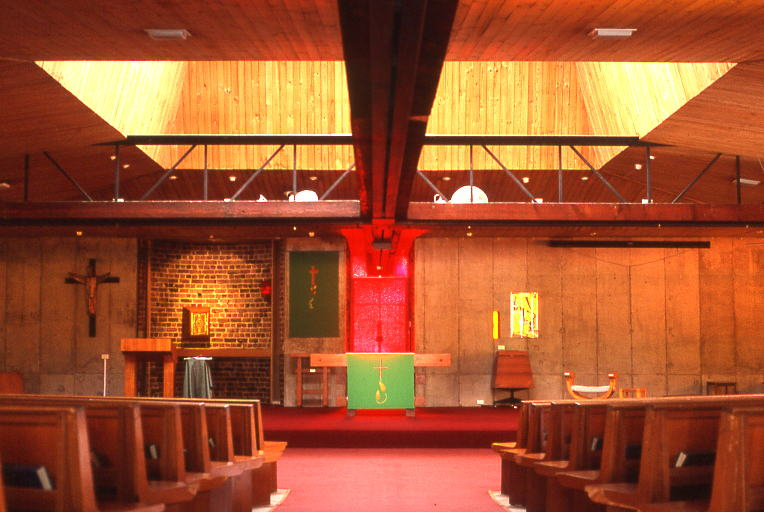
圣安东尼天主教堂, 在阿金库尔路
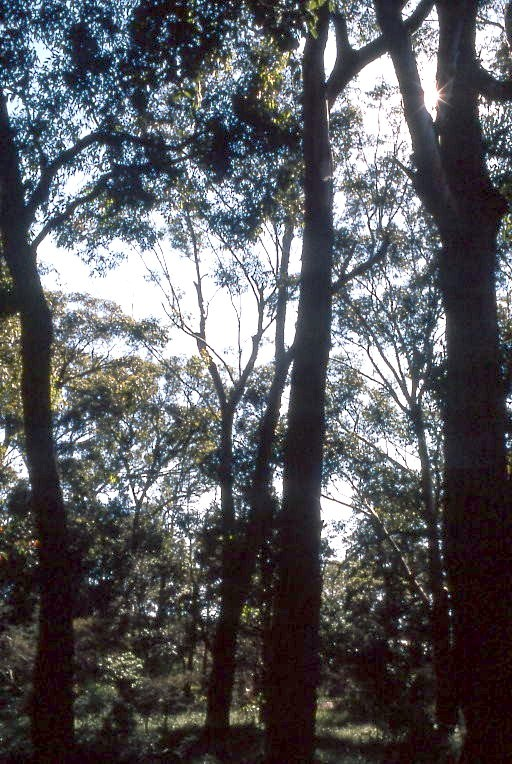
斯图尔特公园, 在 Vimiera 路, 包含残余的 turpentine/ironwood 森林
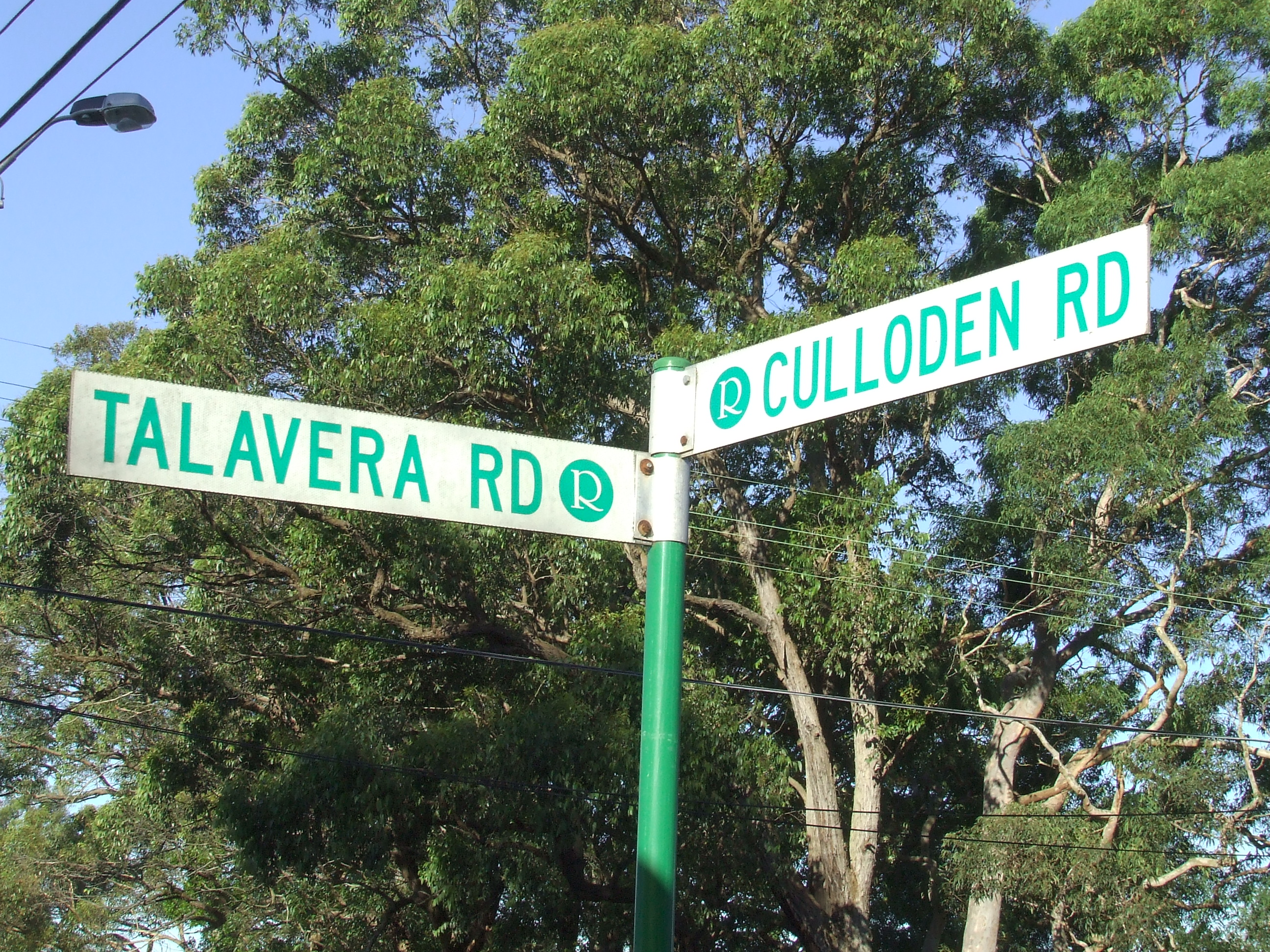
塔拉韦拉路和卡洛登路路标

## 伸延閱讀
1. 澳洲统计局(2007年10月25日),“马斯菲尔德（州郊区）”,2006年人口普查QuickStats,检索2008年3月22日.
2. 《悉尼郊区》 Frances Pollon, Angus and Robertson, 1990